# La Nouvelle Maison

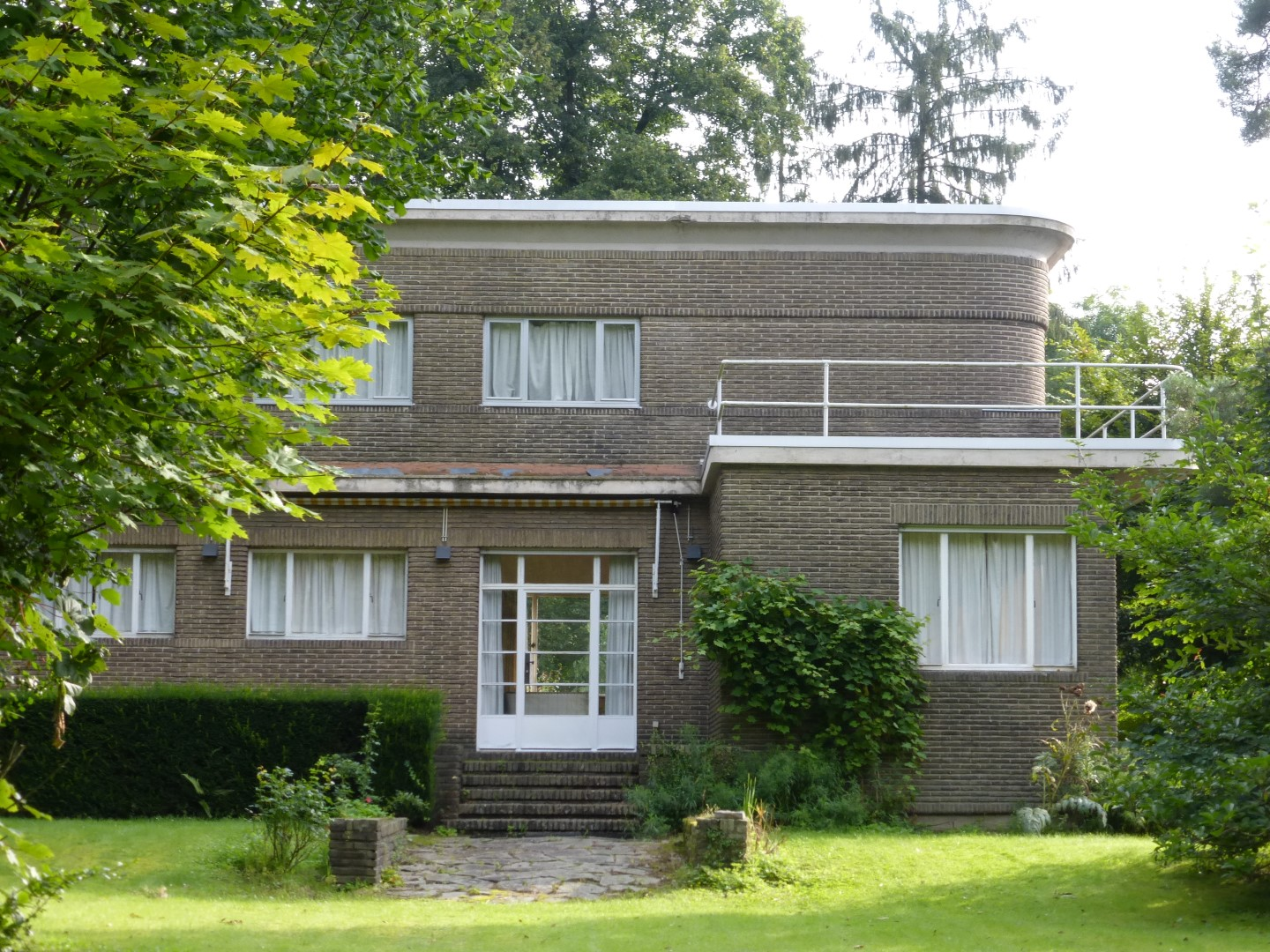

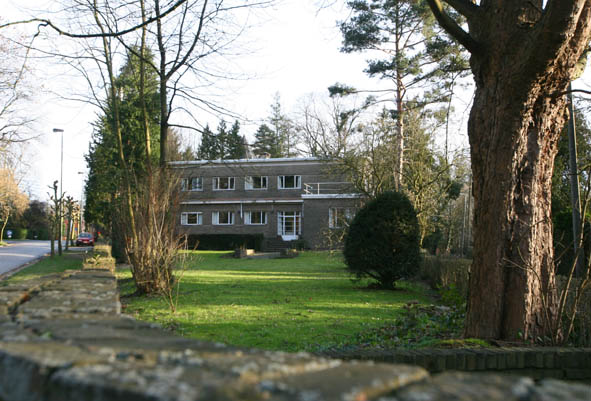

La Nouvelle Maison of La Maison Moderne is een woning aan de Albertlaan 1 in het Belgische Tervuren. Deze vrijstaande woning liet architect Henry Van de Velde voor zichzelf optrekken in 1927. De architect woonde er tot in 1947. La Nouvelle Maison heeft een rechthoekig grondplan, bestaande uit baksteen metselwerk, met betonnen vloer- en dakconstructies. Het platte dak is voorzien van een brede betonnen kroonlijst. De vloerconstructie van de eerste verdieping loop uit in twee betonnen terrassen.  La Nouvelle Maison is bij Ministerieel besluit van 09/11/1994 van de Vlaamse Regering beschermd als monument. In 2015 stond het gebouw te koop; het werd gerestaureerd.